# Contea di Charlotte (Nuovo Brunswick)
La contea di Charlotte è una contea del Nuovo Brunswick, Canada di 26 549 abitanti, che ha come capoluogo Saint-Andrews.

## Geografia
La contea di Charlotte si trova nella parte sud-occidentale del New Brunswick, in Canada al confine con gli USA (contea di Washington, Maine).

### Contee confinanti
- Contea di York (nord)
- Contea di Sunbury (nord)
- Contea di Queens (nordest)
- Contea di Kings (est)
- Contea di Saint John (est)
- Baia di Fundy (sudest)
- Baia di Fundy (sud)
- Saint Croix (sudovest)
- Contea di Washington, Maine (ovest)
- Contea di Washington, Maine (nordovest)

## Suddivisioni
| Status   | Nome                        | Pop 2006 | Pop 1996 | Evoluzione |
| -------- | --------------------------- | -------- | -------- | ---------- |
| Town     | Saint Andrews               | 1 798    | 1 752    | + 2,6 %    |
|          | Saint-George                | 1 309    | 1 414    | - 7,4 %    |
|          | Saint-Stephen               | 4 780    | 4 961    | - 3,6 %    |
| Villaggi | Grand Manan                 | 2 460    | 2 577    | - 4,5 %    |
|          | Blacks Harbour              | 952      | 1 148    | - 17,1 %   |
| DSL      | Parrocchia di Saint-George  | 2 476    | 2 357    | + 5,0 %    |
|          | Pennfield                   | 2 322    | 2 275    | + 2,1 %    |
|          | Parrocchia di Saint Stephen | 2 113    | 1 890    | + 11,8 %   |
|          | Saint-David                 | 1 499    | 1 641    | - 8,7 %    |
|          | Fundy Bay                   | 1375     |          |            |
|          | Saint-James                 | 1 350    | 1 398    | - 3,4 %    |
|          | Dennis-Weston               | 1192     |          |            |
|          | Western Charlotte           | 1104     |          |            |
|          | Campobello                  | 1 056    | 1 305    | - 19,1 %   |
|          | Lepreau                     | 824      | 875      | - 5,8 %    |
|          | West Isles                  | 824      | 851      | - 3,2 %    |
|          | Saint Patrick               | 721      | 653      | + 10,4 %   |
|          | Sainte-Croix                | 670      | 657      | + 2,0 %    |
|          | Parrocchia di Saint-Andrews | 592      | 452      | + 31 %     |
|          | Dufferin                    | 535      | 451      | + 18,6 %   |
|          | Bonny-River–Second Falls    | 430      |          |            |
|          | Dumbarton                   | 356      | 447      | - 20,4 %   |
|          | Bayside                     | 331      |          |            |
|          | Beaver Harbour              | 302      |          |            |
|          | Île White Head              | 190      |          |            |
|          | Clarendon                   | 71       | 51       | + 39,2 %   |

### Area contestata con gli Stati Uniti
- Machias Seal Island
- North Rock